# شلمزار (ساوجبلاغ)
شلمزار از روستاهای شهرستان ساوجبلاغ در استان البرز است. این روستا در شمال غربی شهرستان ساوجبلاغ واقع است. دو راه ارتباطی به پایتخت کشور دارد؛ جادهٔ بین‌المللی تهران-قزوین و اتوبان تهران-قزوین. این روستا در انتهای مسیر منتهی شده از شهر‌ک هیو به آنجا قرار دارد و به این معنا است که پس از این روستا، روستای دیگری وجود ندارد.
مسیر کوهستانی منطقهٔ زیارتی و گردش‌گری سیراب از انتهای این روستا شروع می‌شود، که در گذشته محل زندگی اهالی شهرک هیو بوده منطقهٔ نام برده فاقد باغ‌های خصوصی بوده ولی جزء زمین‌های هیو می‌باشد.
در شمال این روستا خط لوله‌ای واقع شده که از سد طالقان به سوی تهران کشیده شده. لازم است ذکر شود که این خط لوله علاوه بر شلمزار از بخشی از زمین‌های هیو، از حدود یک و نیم کیلومتری شمال عرب آباد (روستایی در شرق شلمزار)، تقریباً مماس با خور (روستایی در شرق عرب آباد) و نواحی جنوبی فشند نیز عبور می‌کند.
این چهار روستای نام برده هر سه به زبان ترکی صحبت می‌کنند ولی هر یک با گویشی کاملاً متفاوت، جالب این است که در روستاهای بالاتر از اتوبان، مناطق کاملاً آذری زبان محدود به همین چهار روستا بوده و سایر روستاهایی که موقعیتی مشابه این چهار روستا دارند همگی فارسی زبان و با اصالت طالقانی می‌باشند.
در گذشته مردم این روستا به دامداری و باغ داری و بیش از همه به کشاورزی می‌پرداختند. در فصولی هم که کار کشاورزی آنچنان رونقی نداشته یعنی در فصول سرد، مردم به کار در معادن اطراف می‌پرداختند.
داد و ستد مردم این روستا علاوه بر روستاهای مجاور، با برخی از روستاهای طالقان نیز بوده است.
در این روستا چندین درخت چنار وجود دارد که کهن‌ترین آن حدود 500 سال تخمین زده می‌شود.

## وجه تسمیه
شلم در دائرةالمعارف علی اکبر دهخدا به معنی کتیرا می‌باشد و لذا شلمزار به معنی کتیرا زار یعنی جایی که کتیرا در آن بسیار می‌روید می باشد اکنون نیز گیاه کتیرا در کوه‌های اطراف وجود دارد. البته وجه تسمیه‌های دیگری نیز بیان شده که سندیت محکمی ندارد از قبیل شالم زر یعنی کسی که شالی از طلا دارد این حاکی از حکایتی است که دریکی از کتب ارامنه ساکن شلمزار قدیم نوشته شده که بیان کننده داستانی از نبرد پهلوان شاه عباس با یک مرد تنومند و قوی از ارامنه شلمزار بوده است و دیگر آنکه برخی گفته‌اند شلمزار به معنای دشتی است که در آن شلم (گیاهی از خانواده کتیرا) می‌روییده و برخی گفته‌اند شلم با ضمه تلفظ شده و به معنای محلی بوده که پس از بارندگی همراه با گل و شل می‌شده‌است.
در گذشته گویا از اصفهان هر ساله مردمی می‌امدند و در بخش جنوبی روستا ( الّرْبولاغی ) کتیرا برداشت می‌کردند. این موضوع احتمال داستان کتیرا را در نام‌گذاری این روستا قوت می‌بخشد.

## جاذبه‌ها
این روستا جمعیتی نزدیک به ۱۶۰۰ نفر دارد از مکانهای تفریحی آن می‌توان به باغ‌های روستا در بخش مرکزی آن اشاره کرد. روستا دارای دو تپه و یک دره است که اغلب باغها در بخش درهٔ این روستا قرار دارند  و البته بجز آن مردم این روستا در خارج از آنجا هم باغهایی دارند که از آن میان می‌توان به باغ‌های شاه توت که در قسمت شمال روستا واقع شده است (به دلیل وجود این درختان این مکان را به نام شاه‌توت نامگذاری کرده‌اند که امروزه بخش کوچکی از آن درختان باقی مانده) و در شرق روستا  هم می‌توان باغ‌های انگور بوته (باغ انگور یا به بیان محلی‌ها اَنگَرْتِ) نیز اشاره کرد که از مکانهای جذاب و پر طرفدار این روستا می‌باشد. از جمله زلال‌ترین چشمه‌ها می‌توان به کَهریز که قناتی است تقریباً طولانی  که امروزه از آن بیشتر برای آب‌یاری باغ‌ها استفاده می‌شود و همین‌طور جن دره ( که محلی ها به آن جینلی دَرَّ می‌گویند ) اشاره نمود.
این روستا در گذشته آب و هوای خوبی داشت و حتی در تابستان نیازی به وسایل خنک‌کننده نبود، در سالهای اخیر تابستان‌های این روستا نیز مانند جاهای دیگر کشور گرمتر شده است. 
از میوه‌های روستا می‌توان به گردو، توت ، انجیر، گیلاس و انگور اشاره نمود.